# Gautier de Bentley
Pour les articles homonymes, voir Bentley.
Gautier de Bentley ou Walter Bentley est un chevalier anglais d'une famille fortunée décédé en décembre 1359. 
Au cours de la guerre de Cent Ans, il participe à la bataille de Mauron le 14 août 1352 lors de la guerre de succession de Bretagne. 
Il épouse vers 1349 Jeanne de Belleville, mère du connétable de France Olivier V de Clisson. 
Au titre de ses faits d'armes, Bentley reçoit de nombreux fiefs en Bretagne, entre autres « les terres et châteaux de Beauvoir-sur-Mer, d'Ampant, de la Barre, de la Blaye, de Châteauneuf, de Villemaine, de l'Île-Chauvet et des îles de Noirmoutier et Bouin ».